# Troisième Temple de Jérusalem

La vision du troisième temple, selon le Livre d'Ézéchiel (chap. 40 et ss.) qui décrit en détail le temple, y compris ses dimensions.. Dessin de Charles Chipiez, 1887.

Le Troisième Temple (hébreu : בית המקדש השלישי beit hamikdash hashlishi) ou Temple d’Ézéchiel est, selon la tradition juive, le temple de Jérusalem qui doit être reconstruit aux temps messianiques. Il est annoncé, après la destruction du temple de Salomon, dans les derniers chapitres du livre d’Ézéchiel où il est décrit comme un édifice perpétuel accueillant pour l’éternité le Dieu d’Israël. Comme le temple reconstruit par les Juifs revenus à Sion ne correspond pas à la description et n’échappe pas à la destruction en l’an 70, lors de la grande révolte des Juifs contre Rome, les Juifs en déduisent que le temple décrit par Ézéchiel doit apparaître lors de la rédemption totale avec les autres prédictions prophétiques.
Le sujet du troisième temple est amplifié dans la Mishna, les Talmudim, le Midrash et la Kabbale, en particulier sa déclinaison hassidique. Du fait de l’attente fervente de sa construction, il apparaît aussi dans la liturgie et des livres de loi juive.

## Le troisième Temple dans les sources juives

### Dans la Bible hébraïque
La prophétie du temple d’Ézéchiel survient dans un ensemble de prophéties sur l’a’harit hayamim (« fin des temps »), au cours de laquelle, promet Isaïe (Livre d'Isaïe 2:2-4) : 

« la montagne de la maison de YHWH sera affermie sur la cime des montagnes et se dressera au-dessus des collines , et toutes les nations y afflueront. Et des peuples en nombre iront en disant : "Or çà, gravissons la montagne de YHWH pour gagner la maison du Dieu de Jacob, afin qu’il nous enseigne ses voies et que nous puissions suivre ses sentiers", car c’est de Sion que sortira la Torah et la parole de YHWH de Jérusalem »

Avec la destruction du temple, ces prophéties promettent le rassemblement des exilés de Juda et Israël, une rédemption totale et une société juste où le temple reconstruit occupe une position centrale.
On note cependant que Isaïe (Isaïe 44:28) semble suggérer qu'il n'y avait pas de temple avant lui à Jérusalem : « Je dis de Cyrus : "C'est mon berger ; il accomplira toute ma volonté, en il dira à Jérusalem : Sois rebâtie ! et au temple : Sois fondé ! ». De même, Hérodote n'a nullement fait part d'un temple quelconque à Jérusalem, ce qui d'autant plus remarquable que le premier temple serait ancien, important et extrêmement connu, et, géographiquement assez proche de la Grèce antique.
Alors qu’il a été exilé « au commencement de l'année, le dix du mois, quatorze ans après la ruine de la ville », Ézéchiel est transporté par la main divine sur une haute montagne en terre d’Israël (Livre d'Ézéchiel 40:1-3).

## Histoire
En août 1967, après l'annexion du mont du Temple, le rabbin Shlomo Goren — des Forces de défense israéliennes, puis grand rabbin d'Israël — voulut y organiser des prières régulières. À la suite de la protestation et de la restitution définitive du lieu par Golda Meir et Moshé Dayan aux musulmans, le rabbin continua à prier dans le bâtiment du Makhkame surplombant l'esplanade.
Dans sa thèse publiée en 2005, Le Messie et son prophète. Aux origines de l’Islam, le Père Édouard-Marie Gallez prétend trouver dans les origines de l'islam au VIIe siècle des traces écrites de divers observateurs qui témoignent de la reconstruction du temple à Jérusalem par une secte dite judéo-nazaréenne.

## Motivations du projet
Le Temple Institute (en hébreu, Machon HaMikdash (מכון המקדש)), dirigé par Yisrael Ariel, Dovid Shvartz, et Chaim Richman, est une organisation Israëlienne dont l'objectif est de reconstruire le Temple de Jerusalem sur le Mont du Temple, sur l'esplanade des mosquées où se trouve le Dome du Rocher et la mosquée Al-Aqsa. Le Temple doit descendre du ciel, mais pour Maimonide, c'est au Messie de le reconstruire. L'accès au mont du Temple par un juif est proscrite, si ce n'est en état de pureté, pendant le rituel de la vache rousse et de la purification des eaux. Le troisième Temple, éternel et définitif, sera construit avec l'accord de Dieu. Elle[Quoi ?] s'appuie sur la vision du « Temple des Temps futurs » telle qu'elle apparaît dans le Livre d'Ézéchiel (chapitres 40 à 48). Le Temple, décrit dans ce passage avec un luxe de détails étonnant, ne ressemble en rien aux deux premiers Temples, ni par ses dimensions (beaucoup plus importantes), ni par la disposition des parties qui le composent, ni même par sa situation géographique (un fleuve d'eau purificateur jaillirait d'en-dessous de lui).

## Tentatives d'intervention et troubles
Une organisation du nom Mouvement des Fidèles du Mont du Temple et de la Terre d'Israël souhaite la démolition de la mosquée Al-Aqsa comme préambule à la « reconstruction ». Par ailleurs, différente actions ont été entreprises dans le but d'activer la reconstruction. Le 21 août 1969, un chrétien évangélique australien, Denis Michael Rohan (en), membre de la Worldwide Church of God, met le feu à l'édifice afin de libérer la place pour le troisième temple. Dans les années 1980, divers attentats ont été déjoués.
En 2006, Uri Ariel se rend au Mont de Temple pour y construire une synagogue, non pas à la place des mosquées mais à leur côté. En outre, le 16 mars 2014, au cours d'une visite officielle du parlementaire, cinq personnes sont arrêtées pour des fait de violence. En 2014, une opération de crowdfunding sur Indiegogo atteint son but de réunir 100 000 dollars pour la reconstruction du troisième temple. Le 29 octobre de la même année, Yehuda Glick, un des dirigeants du Temple Institute, est l'objet d'une tentative d'assassinat par balles.